# 斯捷奇纳农村居民点
斯捷奇纳农村居民点（俄语：Стеченское сельское поселение）是俄罗斯联邦布良斯克州波加尔区所属的一个农村居民点。其下辖有16个居民点，行政中心为斯捷奇纳。据2015年统计，该农村居民点的人口为1856人。